# Luisa Miller
Luisa Miller je opera v treh dejanjih (sedmih slikah) Giuseppeja Verdija. Libreto je po drami Kovarstvo in ljubezen F. Schillerja napisal Salvatore Cammarano. Krstna predstava je bila 8. decembra 1849 v gledališču San Carlo v Neaplju.
Opero so kmalu uprizorili na več koncih sveta - Madrid, Lizbona (1851), Dunaj, Pariz, Istanbul (1852), Rio de Janeiro, Budimpešta (1853), New York (1854), London (1858), Melbourne (1860) ... 
V Ljubljani so opero prvič uprizorili v okviru IV. Gostičevih dnevov v koncertni izvedbi marca 2003. Zadnja postavitev je bila februarja 2020.
Najbolj znan odlomek iz opere je tenorska arija Rudolfa iz drugega dejanja "Quando le sere al placido".

## Osebe
- grof Walter - bas
- Luisa Miller, prva dama - sopran
- Miller, Luisin oče - bariton
- Rudolf, sin grofa Walterja - tenor
- Federica von Ostheim - kontraalt
- Wurm, grajski oskrbnik - bas
- Laura, druga dama - mezzosopran
- kmet - tenor
- vaščani, kmetje

## Vsebina
Zgodba se dogaja na Tirolskem v prvi polovici 18. stoletja.

### Prvo dejanje
Vaščani se zbirajo pred Millerjevo hišo, da bi voščili Luizi ob njenem rojstnem dnevu. Med navzočimi Luiza uzre ljubljenega Wernerja, s katerim se je pred kratkim zaročila. V vasi ga nihče ne pozna, saj sta se z novim grofom v gradu naselila šele pred kratkim.
Na poti v cerkev Millerja ustavi grajski oskrbnik Wurm, ki ga opomni, da mu je že pred časom obljubljal Luizino roko. Miller mu sedaj odvrne, da hčer ljubi drugega. Wurm ga opozori, da je njen zaročenec v resnici Rudolf, sin novega grofa Walterja.
Wurm takoj odide h grofu in mu izda skrivne načrte njegovega sina. Walter je presenečen, saj je sinu za ženo že namenil vojvodinjo von Ostheim, zelo vplivno žensko na dvoru.
Rudolf se očetovi želji upira. Vojvodinja po prihodu na Walterjev grad govori z Rudolfom, a ji ta prizna, da ljubi drugo.
Sedaj tudi Luiza od očeta izve za pravo zaročenčevo ime in njegovo načrtovano poroko z vojvodinjo. Luiza je obupana, vendar ji v pogovoru Rudolf s prisego potrdi ljubezen in prizna, da je res spremenil ime.
K Millerju se odpravi sam grof Walter. Prepričuje ga, da je zveza med njegovim sinom in Luizo ponižujoča, Luizo celo ozmerja z vlačugo. Miller ga zaradi teh besed napade, a ga Walterjeva straža takoj za tem aretira. Primejo pa tudi Luizo.
Rudolf po dogodku sedaj očetu zagrozi, da bo izdal skrivnost, kako je prišel do grofovskega naslova in s tem na oblast. 
Wurm je pomagal ubiti Walterjevega bratranca, med ljudmi pa sta razširila vest, da so ga umorili roparji. Rudolf pa je za njun načrt izvedel slučajno. Ker ni bil mrtev na mestu, mu je na smrtni postelji izdal imena morilcev.
Walter prebledi in takoj izpusti Millerja in Luizo.

### Drugo dejanje
Wurm Millerja v tajnosti ponovno aretira in zapre v ječo. Luizi svetohlinsko pove, kako lahko reši očeta pred gotovo smrtjo. Napisati mora pismo, ki ji ga bo narekoval sam. 
V pismu tako zapiše, da Rudolfa nikoli ni ljubila, Wurmu pa predlaga, naj zbeži z njo. 
Wurm sedaj poskrbi, da pismo pride v roke Rudolfu.
Luiza pa mora tudi pod prisilo na grad k vojvodinji, kjer ji v pogovoru zaupa, da Rudolfa ne ljubi, pač pa ljubi oskrbnika Wurma.
Ko Rudolf prebere pismo, takoj Wurma kot tekmeca pozove na dvoboj. Strahopetni oskrbnik pa pred dvobojem namerno ustreli v zrak ter s tem prikliče stražarje. V zmedi sam zbeži. 
Pride tudi Walter, ki sedaj s hinavskim obrazom sinu pove, da ne bo nasprotoval njegovi zvezi z Luizo. Rudolf mu obupan pove, da ga je Luiza prevarala. Oče mu svetuje takojšnjo poroko z vojvodinjo.

### Tretje dejanje
Miller objame hčer, ko izve, da je žrtvovala ljubezen za njegovo svobodo. Luiza mu izroči pismo in ga prosi, naj ga nese k Rudolfu. Oče pretresen prebere pismo, v katerem Luiza prizna dragemu, da so ju ločili z lažmi. Poziva ga, naj ji sledi v smrt.
Oče jo roti, naj si premisli. Zaradi sočutja do očeta pismo strga. Predlaga mu, naj zapustita rodni kraj in si v tujini zgradita novo življenje.
Luiza ob zvokih orgel iz bližnje cerkve moli, ko v hišo tiho vstopi Rudolf. Iz torbe vzame stekleničko s strupom, ki ga vlije v eno od skodelic na mizi. Luizo vpraša, če je res sama napisala Wurmu pismo.
Ko mu negotovo pritrdi, sam spije požirek zastrupljene pijače in jo ponudi tudi Luizi. Sedaj ji pove, kaj sta izpila, in jo prosi, naj mu v teh zadnjih trenutkih pove resnico o ljubezni. Luiza, zdaj odvezana vseh tajnih priseg, razkrije Wurmovo umazano spletko. Ob Rudolfovem obupanem kriku krute prevare vstopi Miller. Umirajoča Luiza se poslovi od ljubljenih Rudolfa in očeta. 
V tem trenutku vstopita še grof Walter z oskrbikom Wurmom, ki išče sina, da bi ga pospremil v cerkev na zaroko z vojvodinjo. Rudolf z zadnjimi močmi izvleče meč in zabode Wurma, sam pa se zgrudi ob Luizinem truplu.

## Glasbeni primer
Arija Rudolfa v izvedbi tenorista Placida Dominga